# Нолька (городской округ город Йошкар-Ола)
Но́лька — посёлок в городском округе «Город Йошкар-Ола» Республики Марий Эл России. Входит в состав Семёновского территориального управления. В посёлке располагается администрация Сидоровского сельского поселения Медведевского района.
Численность населения — 699 (2018) человек.

## География
Посёлок находится в 5 км к югу от центра городского округа — города Йошкар-Ола. Располагается преимущественно на левом берегу реки Нолька, от которой посёлок взял название, недалеко от её впадения в реку Малая Кокшага.
Является самой южной точкой городского округа.

## История
С 1936 года участок земли площадью 16 га госземзапаса, находившийся в административных границах Медведевского района, был закреплён за Йошкар-Олинским горисполкомом.
В начале 1950-х годов на данной территории расположилось предприятие «Дорожник» по строительству и ремонту дорог. Для жилья работников были построены деревянные одноэтажные бараки. Недалеко от посёлка дорожники строили мост через реку Нолька.
В 1951 году в посёлке был построен первый частный дом.
В 1952—1953 годах на этой территории расположилась воинская часть и выстроила для работников дома барачного типа. В последующие годы строительство жилья расширилось, увеличилось гражданское население. В 1963 году вновь образованный посёлок Нолька был включён в черту городского округа.
В 1969 году при уточнении границ между городским округом и Медведевским районом участок земли государственного запаса площадью 16 га передан в границы города, а сам посёлок Нолька оставлен в административном подчинении Большечигашевского сельского совета Медведевского района. В то время в посёлке проживали 125 семей с общим количеством жителей 404 человека. Преобладающей национальностью являлись русские.
В 1970-е годы в посёлке были построены несколько частных и многоквартирных домов, заасфальтирована главная дорога, а с городом Йошкар-Олой появилось автобусное сообщение.
В 1972 году посёлок Нолька Постановлением Президиума Верховного Совета МАССР был передан в административное подчинение Йошкар-Олинского городского совета, а в 1973 году вошёл в состав вновь образованного Пригородного сельского совета. 3 января 1974 года в связи с образованием районов в городе Йошкар-Оле Пригородный сельсовет был упразднён, и посёлок Нолька был передан в административное подчинение Заводскому району Йошкар-Олы. В декабре 1980 года посёлок Нолька вошёл в состав Сидоровского сельсовета, который Постановлением Президиума Верховного Совета Марийской АССР был передан из состава Медведевского района в подчинение Заводскому району Йошкар-Олы.
В 1996 году был проведён газопровод, а в 1997 году в домах жителей появились телефоны. В 1999 году в посёлок протянули водопровод.
С 1992 года посёлок входил в состав Сидоровской сельской администрации Йошкар-Олы, которая в 2001 году реорганизована в Сидоровское территориальное управление администрации Йошкар-Олы. В 1999 году на сессию Государственного Собрания Республики Марий Эл по инициативе Сидоровской сельской администрации был вынесен вопрос о переносе административного центра из деревни Сидорово в посёлок Нолька. Необходимость данного перенесения возникла в связи с аварийным и ветхим состоянием здания администрации в Сидорове и завершением ремонта нового здания в посёлке Нолька, наличием в новом здании телефонной станции. Также в пользу данного решения говорит то, что в посёлке расположены основные предприятия Сидоровской сельской администрации, наличие автобусного сообщения и большего количества жителей. На основании решения Государственного Собрания Республики Марий Эл от 16 сентября 1999 года административный центр Сидоровского сельсовета был перенесён в посёлок Нолька, сохранив прежнее название. Фактически сельсовет располагался в Нольке с 1995 года.
По учётным данным Сидоровского управления администрации города Йошкар-Олы за 2002 год, в посёлке Нолька проживает 552 человека, преобладающая национальность — русские.
5 июля 2005 года Сидоровское сельское поселение было передано администрации Медведевского района, а посёлок Нолька остался в подчинении администрации городского округа. Несмотря на это, администрация Сидоровского сельского поселения также осталась в посёлке.

## Население
| 2010 | 2015 | 2016 | 2017 | 2018 |
| ---- | ---- | ---- | ---- | ---- |
| 468  | ↗672 | ↘625 | →625 | ↗699 |

## Инфраструктура
Главные предприятия — деревообрабатывающее предприятие ООО «Пайн», воинская часть, учебно-опытный лесхоз ПГТУ.
В посёлке имеется одна центральная заасфальтированная улица общей протяжённостью около 1,5 км. На другом берегу реки Нолька располагается улица Заречная, на которой находятся 9 многоквартирных домов, принадлежащих воинской части № 95504. В 1990-е годы в посёлке начался снос бараков, с которых начиналось строительство в посёлке в 1950-е годы. Почтовое отделение связи находится на улице Большое Чигашево города Йошкар-Ола. Медицинскую помощь жители получают в поликлинике Йошкар-Олы. Дети учатся в школах города.

### Учебно-опытный лесхоз ПГТУ
На территории посёлка Нолька располагается Учебно-опытный лесхоз Поволжкого государственного технологического университета, закреплённый за институтом распоряжением Совета Министров СССР от 27 января 1948 года. Контора лесхоза сначала находилась в Йошкар-Оле, а в 1973 году была перенесена в посёлок Нолька. В лесхозе проходят практику студенты факультета лесного хозяйства.

## Транспорт
На западе от посёлка проходит автодорога федерального значения Р176 «Вятка».